# 선우영빈

선우영빈

선우영빈(鮮于永彬, 1909년 7월 25일 ~ 1978년)은 일본 야쿠자 조직원 출신 대한민국의 기업인이다. 본관은 태원.

## 생애
평안남도 대동군에서 출생한 그는 소학교와 중학교를 평양에서 졸업후 대략 3.1운동쯤 어린 시절 부모를 따라 일본으로 건너갔으며 일본에서 도야마 미쓰루의 눈에 띄어 발탁되어 현양사에 들어갔다. 1920년대 일본의 주먹세계를 점령했다고 한다. 그리고  하야시(일본어: はやし; 林)
라는 일본명 성씨로 불리었다. 이후 도야마 미쓰루의 일본제국 침략 선전으로 만주,한반도 등에 낭인들을 보냈는데 대략 만주사변쯤 한반도 대표 야쿠자로 경성부 명치정에서 활동했다.
1930년대 말 김두한과 대립하였다. 하지만 그는 도야마 미쓰루와 같은 일본의 제국주의자들이나, 이들의 앞잡이 역할을 하던 다른 친일파들과는 상반된 활동을 펼쳐나가는 등 선우 종친회와 조선인들에게 신망이 두터웠다고 전해진다. 그리고 대립이후 김두한과 친분을 맺고 곤경에 처한 김두한을 도와주기도 하였다.
1945년 8·15 광복 이후 일본인 부인과 부하들을 일본으로 보내고 자신은 조선에 남았고 고향인 평양으로 올라갔으나 남북이 분단되고 북쪽에서 공산정권을 세우자 월남하였다. 그후 사업을 하며 생활하다 반민족행위처벌법이 구성되자 친일 혐의로 1년 6개월형을 선고받았다. 한국 전쟁 이후 한국인 여성과 재혼하였다. 건설산업주식회사를 설립, 경영하였고 대한건설협회 서울지부장을 역임하는 등 기업인으로 활동하였다. 1974년에는 서울지하철 건설에 기여한 공로를 인정받아 철탑산업훈장을 수상하였다. 그는 말년에 독실한 개신교 신자로 교회에 다니기도 했다고 하며 1978년에 사망한 것으로 전해진다.

## 문화에 나타난 선우영빈
- 신현준 - 《장군의 아들》(1990년 ~ 1992년) 영화
- 이창훈 - 《야인시대》(2002년) SBS 드라마

## 같이 보기
- 도야마 미쓰루
- 현양사
- 김두한